# Лорензо (Тексас)
Лорензо (енгл. Lorenzo) град је у америчкој савезној држави Тексас. По попису становништва из 2010. у њему је живело 1.147 становника.

## Демографија
Према попису становништва из 2010. у граду је живело 1.147 становника, што је 225 (16,4%) становника мање него 2000. године.
| Група             | 2000.       | 2010.       |
| Белци             | 532 (38,8%) | 388 (33,8%) |
| Афроамериканци    | 91 (6,6%)   | 63 (5,5%)   |
| Азијати           | 1 (0,1%)    | 0 (0,0%)    |
| Хиспаноамериканци | 741 (54,0%) | 677 (59,0%) |
| Укупно            | 1.372       | 1.147       |